# Spiophanes japonicum
Spiophanes japonicum är en ringmaskart som beskrevs av Imajima 1991. Spiophanes japonicum ingår i släktet Spiophanes och familjen Spionidae. Inga underarter finns listade i Catalogue of Life.